# Symmetrische matrix
Een symmetrische matrix is in de lineaire algebra een vierkante matrix die symmetrisch is ten opzichte van de hoofddiagonaal. Een symmetrische matrix is gelijk aan de getransponeerde ervan.

## Definitie
Een vierkante matrix {\displaystyle \mathbf {A} } noemt men symmetrisch als
{\displaystyle \mathbf {A} ^{\text{T}}=\mathbf {A} }
of in termen van de elementen, als voor alle {\displaystyle r} en {\displaystyle k} geldt dat
{\displaystyle a_{rk}=a_{kr}}

## Eigenschappen
De lineaire afbeelding bepaald door een symmetrische matrix heeft een orthonormale basis van eigenvectoren. De karakteristieke veelterm heeft dan alleen reële oplossingen. Een symmetrische matrix is dus orthogonaal diagonaliseerbaar. Immers, stel dat {\displaystyle \mathbf {x} } en {\displaystyle \mathbf {y} } eigenvectoren zijn bij verschillende eigenwaarden {\displaystyle \lambda } respectievelijk {\displaystyle \mu } van de symmetrische matrix {\displaystyle \mathbf {A} }, dan:
{\displaystyle \lambda \mu \langle \mathbf {x} ,\mathbf {y} \rangle =\langle \lambda \mathbf {x} ,\mu \mathbf {y} \rangle =\langle \mathbf {Ax} ,\mathbf {Ay} \rangle =\langle \mathbf {x} ,\mathbf {A} ^{\text{T}}\mathbf {Ay} \rangle =\mu ^{2}\langle \mathbf {x} ,\mathbf {y} \rangle }
Omdat {\displaystyle \lambda \neq \mu } kan dit alleen als:
{\displaystyle \langle \mathbf {x} ,\mathbf {y} \rangle =0}
De formule voor een symmetrische matrix is:
{\displaystyle S=(A\cdot A^{T})\div 2}
waarbij A^T de getransponeerde matrix is.

## Voorbeelden
Voorbeelden van symmetrische matrices zijn: 
- {\displaystyle {\begin{bmatrix}0&5&-1{,}7\\5&16&3\\-1{,}7&3&5\end{bmatrix}}} en {\displaystyle {\begin{bmatrix}8&2&9{,}8&-47\\2&0&-24&7\\9{,}8&-24&82&3{,}142\\-47&7&3{,}142&-35\end{bmatrix}}}

- Diagonaalmatrices en de eenheidsmatrix